# John Njue
John kardinál Njue (* 1. ledna 1946 Kiriari) je keňský římskokatolický kněz, arcibiskup Nairobi, kardinál.

## Kněz
Při získání základního a středního vzdělání se musel potýkat s velkými obtížemi. Po maturitě odjel studovat do Říma – filozofii studoval na Papežské univerzitě Urbanianum, teologii na Papežské lateránské univerzitě. Kněžské svěcení mu ve svatopetrské bazilice udělil 6. ledna 1973 papež Pavel VI. Po návratu do Keni působil nejdříve jako kaplan ve farnostech, poté se stal profesorem filozofie v semináři v Mabundze. V letech 1978 až 1982 byl rektorem tohoto semináře. Druhou polovinu roku 1982 strávil v USA na půlroční duchovní obnově. Po návratu do Keni se stal rektorem semináře v Nairobi.

## Biskup a kardinál
Dne 9. června 1986 byl jmenován prvním sídelním biskupem nově vzniklé diecéze Embu. Biskupské svěcení mu udělil 20. září téhož roku kardinál Jozef Tomko. 23. ledna 2002 ho papež Jan Pavel II. jmenoval arcibiskupem koadjutorem arcidiecéze Nyeri. O pět let později, 6. října 2007, ho Benedikt XVI. jmenoval arcibiskupem Nairobi a následně na konzistoři 24. listopadu téhož roku povýšil do kolegia kardinálů.